# 셰릴 샌드버그
셰릴 샌드버그(Sheryl Sandberg, 1969년 8월 28일 ~ )는 미국의 기업인이자 메타의 최고 운영 책임자(COO)이다. 2012년 6월, 페이스북 역사상 최초로 여성 이사회 임원이 되었다.

## 생애
하버드대학교 경제학과를 최우등으로 졸업한 후 세계은행(World Bank)에서 당시 수석 경제학자였던 래리 서머스(Larry Summers)의 연구조교로 일하였다. 세계적 빈곤문제에 대하여 연구하기 위하여 인도로 갔는데 현실을 느끼고 사회공헌적인 일을 하기로 결심하였다. 이를 위하여 하버드대학교 경영대학원을 최우등으로 졸업하였다. 졸업 후 맥킨지 앤 컴퍼니 경영 컨설턴트로 1년을 일한 후 래리 서머스가 재무성(Treasury Department) 차관이 되어 4년 간 그의 비서로 일하면서 국내외적으로 1조 4천억원의 예산을 분배하는 정책에 참여하였다. 차관비서로 일하면서 테크 버블(tech bubble)을 경험하고 2001년 클린턴 대통령의 임기가 끝난 후 실리콘 밸리로 가 2008년까지 구글 글로벌 온라인 판매 및 운영 부회장을 역임했다. 이후 구글을 떠나 페이스북으로 옮겨 페이스북의 최고 운영책임자가 되었다.

## 저서
2013년 <Lean In>